# Union Arch Bridge
Die Union Arch Bridge, auch Cabin John Bridge genannt, ist eine Steinbogenbrücke in Cabin John, Maryland, einem kleinen Ort nordwestlich von Washington, D.C. Sie ist Teil des Washington Aqueduct, mit dem die Stadt Washington und ein Teil ihrer Vororte mit Wasser von den Great Falls of the Potomac River versorgt wird. Gleichzeitig ist sie eine Straßenbrücke.

## Lage
Die Brücke führt über den vierspurigen Cabin John Parkway hinweg, der den Clara Barton Parkway mit dem Capital Beltway verbindet. Sie enthält nach wie vor die Wasserleitung, auf die später der MacArthur Boulevard gebaut wurde, der auf der Brücke nur eine Fahrspur und einen Gehweg hat.

## Beschreibung
Die Union Arch Bridge ist eine insgesamt 137 m lange und 6,10 m breite Steinbogenbrücke. Sie besteht aus Granit aus Massachusetts und dem gleichen Sandstein aus dem nahen Seneca-Steinbruch, der auch bei dem Smithsonian Institution Building an der National Mall in Washington, D.C. verwendet wurde.
Sie hat einen großen Segmentbogen mit einer Spannweite von 67 m und einer Pfeilhöhe von 17,45 m. Der Bogen besteht aus einer Lage sorgfältig behauener Granitquader sowie einer darüber gelegten Lage aus mehreren Sandsteinen, die an der Fassadenseite nur roh bearbeitet sind. Die Fassade aus regelmäßigem Sandsteinmauerwerk vermittelt den Eindruck, dass es sich um eine massive Brücke handele, was aber nicht zutrifft. Hinter der Fassade verbergen sich auf beiden Seiten insgesamt neun Rundbögen, um dadurch das auf dem Brückenbogen lastende Gewicht zu reduzieren. Die über die Brücke verlegte Wasserleitung und die in den 1920er Jahren eingebaute zweite Leitung sind von außen nicht sichtbar, auch die über den Wasserleitungen gebaute Straße ist von unten gesehen hinter ihren Begrenzungsmauern verborgen.
Die Brücke hatte bei ihrer Fertigstellung die größte Spannweite aller Steinbogenbrücke weltweit und hat immer noch den größten Steinbogen in den USA.
Die Brücke wurde 1972 unter der Bezeichnung Cabin John Aqueduct von der American Society of Civil Engineers in die List of National Historic Civil Engineering Landmarks aufgenommen. Das Washington Aqueduct insgesamt wurde 1973 zur National Historic Landmark der USA erklärt.

## Geschichte

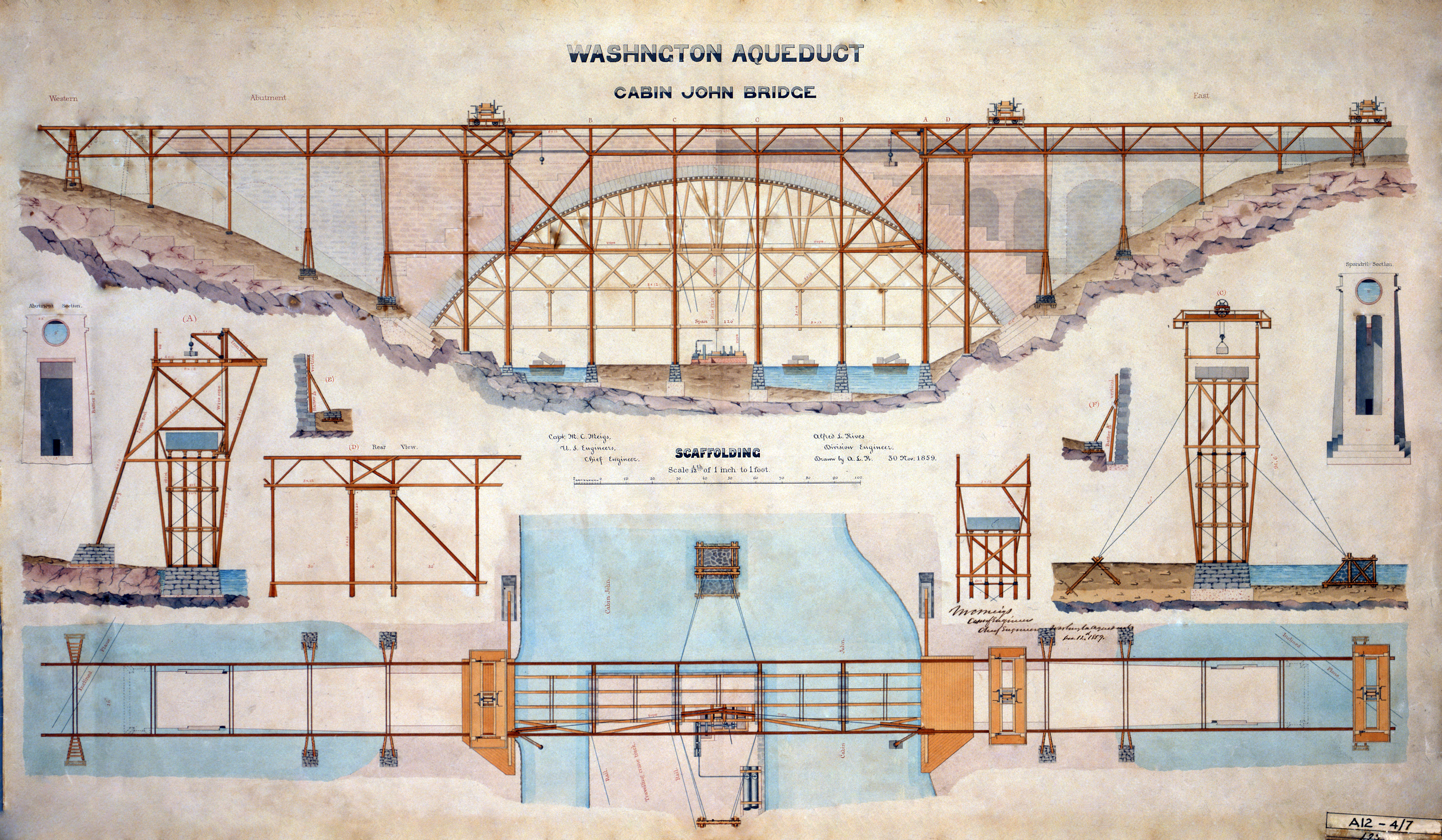
Plan des Lehrgerüsts der Union Arch Bridge

Die Union Arch Bridge wurde in den Jahren 1857–1864 vom United States Army Corps of Engineers unter der Leitung von Montgomery C. Meigs gebaut. Grundlage waren Pläne, die sein Division Engineer Alfred  L. Rives angefertigt hatte. Alfred L. Rives wurde 1830 in Paris als Sohn des US-Botschafters geboren, wuchs zwar in den USA auf, wurde aber der erste amerikanische Absolvent der École nationale des ponts et chaussées in Paris. Außerdem hatte er eine ähnliche Brücke mit einem großen Bogen in England studiert, die 1832 eröffnete Grosvenor Bridge in Chester. Er war 25 Jahre alt, als Meigs ihn für die Arbeit am Washington Aqueduct anstellte. Da es bis dahin eine Brücke dieser Art in den USA noch nicht gegeben hatte, war ursprünglich eine Brücke mit sechs Bögen vorgesehen. Alfred L. Rives wandte seine in Frankreich und England erworbenen Kenntnisse und in den USA noch nicht bekannten Berechnungsmethoden an und gewann Meigs für die Idee einer Brücke mit einem einzigen großen Bogen. Sie übertraf damit die Grosvenor Bridge und hatte zur Zeit ihrer Fertigstellung die größte Spannweite aller Steinbogenbrücken weltweit. Erst 1903 wurde sie von der Adolphe-Brücke in Luxemburg übertroffen. Obwohl Meigs die Leistung von Rives ursprünglich anerkannt hatte, führten die Ereignisse des Sezessionskrieges (1861–1865) dazu, dass Rives, ein Anhänger der Südstaaten, auf den Erinnerungstafeln der Brücke nicht erwähnt wurde.